# 大同江水产品餐馆
大同江水产品餐馆（朝鲜语：／），是位于朝鮮平壤直轄市大同江畔的一家餐馆，於2018年7月30日开幕。餐馆外形像一艘船，饭店一层设有装有海鲜、河鲜的水箱和鱼池，二层、三层就餐区设有大餐厅、雅间、民族料理厅、寿司厅以及加工水产品销售柜台。开业前，朝鲜最高领导人金正恩于2018年6月初视察了饭店，并亲自为其取名。餐馆由朝鲜人民军建设。
2018年9月19日晚，南韓總統文在寅携夫人金正淑访问平壤期间在此与金正恩、李雪主共进晚餐。